# Aigeira
Aigeira (altgriechisch Αἴγειρα), bis zum 7. Jahrhundert v. Chr. Hyperēsia (Ὑπερησία) war eine bedeutende  antike Stadt, ca. 2,5 km südöstlich des modernen Küstenorts Egira, im östlichen Teil Achaias, im Norden der Peloponnes.

## Geschichte
Das antike Aigeira, östlich der heutigen Siedlung auf dem Hügel Palaiokastro gelegen, war eine bedeutende Stadt der Achaier. Schon im 3. Jahrtausend v. Chr. ließen sich dort Menschen nieder. Laut Homer entsandte die Stadt, die zu seiner Zeit noch Hyperesia hieß, Schiffe in den Trojanischen Krieg. Mindestens bis ins Jahr 688 v. Chr. trug Hyperesia ihren Namen. Der Legende nach wurde Hyperesia in dieser Zeit, wie der antike Reiseschriftsteller Pausanias berichtet, durch Truppen aus Sikyon bedroht. Die zahlenmäßig unterlegenen Verteidiger errangen dennoch, durch eine Kriegslist, den Sieg. Dabei banden sie ihren Ziegen Fackeln an die Hörner und hetzten sie auf die Feinde, die vor Angst die Flucht ergriffen. Zum Dank benannten die Bewohner ihre Stadt nach den Ziegen (griechisch Aiges) – aus Hyperesia wurde Aigeira.
Die günstige Lage verschaffte der Stadt eine Zeit großen Wohlstands. Als eine der zwölf wichtigsten Städte der Achaea war Aigeira Mitglied im Achaiischen Bund. Laut Pausanias gab es in der Stadt eine Statue des Zeus und der Athene sowie den Tempel der Artemis Agrotera.
Die Stadt verfiel nach dem Untergang des Römischen Reichs, wohl in der Folge eines schweren Erdbebens im 4. Jahrhundert n. Chr.
Der Legende nach wurde sie durch eine Flutwelle zerstört. Da die Stadt aber mehr als 400 m über dem Meer liegt, ist ein Erdbeben wahrscheinlicher.

## Archäologische Untersuchungen des ÖAI

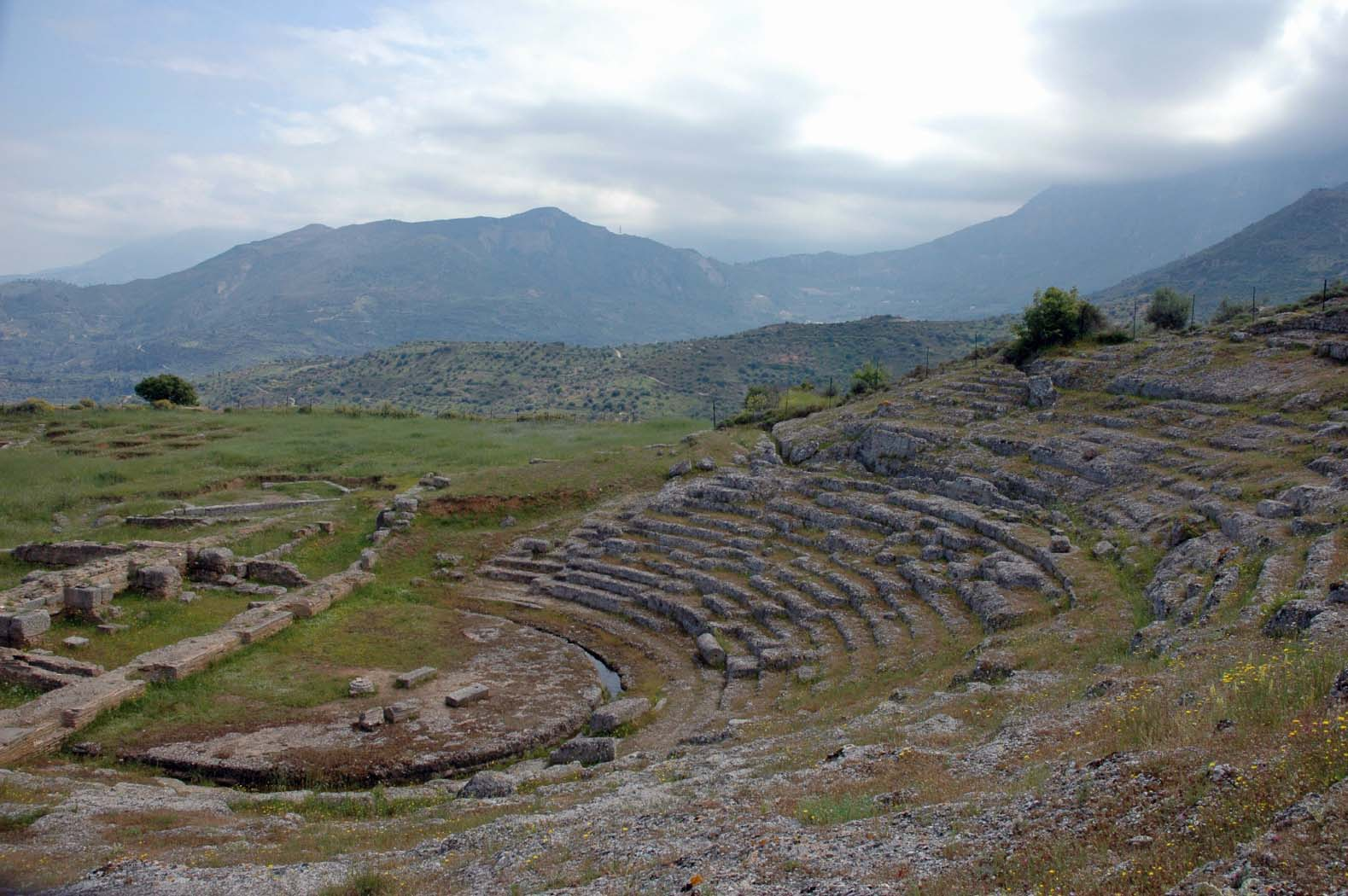
Theater von Aigeira

Das Österreichische Archäologische Institut (ÖAI) führte 1916 erstmals Grabungen in Aigeira durch. Am 31. August 1916 fanden die Ausgräber unter Leitung von Otto Walter in einem kleinen Tempel – Naiskos – nahe dem Theater den Kopf der Zeusstatue, die laut Pausanias vom sonst nicht bekannten Athener Bildhauer Eukleides stammen soll. Später fand Walter auch den linken Arm sowie einen Finger der rechten Hand der Statue.
Bei den im Jahr 1972 unter Wilhelm Alzinger wieder aufgenommenen Ausgrabungen kam in dem Naiskos ein Kieselmosaik zutage. Das Mosaik zeigt einen Adler, der eine Schlange reißt. Dies gilt als ein weiteres Indiz dafür, dass der Naiskos als Zeustempel von Aigeira zu identifizieren sein könnte. Darüber hinaus konnte in den folgenden Jahren das Theater vollständig freigelegt werden.
Bei Grabungen auf der seit neolithischer Zeit besiedelten Akropolis wurden Wohnbauten mit Vorratsräumen und ein Töpferofen aus mykenischer Zeit freigelegt. Wichtig für die Forschung ist der Fundort auch wegen größerer Mengen an sogenannter Handgemachter Geglätteter Keramik, die hier ans Licht kamen und aus dem 12. Jahrhundert v. Chr. (Späthelladikum III C) stammen.  In archaischer und frühklassischer Zeit befand sich an derselben Stelle ein Heiligtum, wohl für eine weibliche Gottheit. Das Heiligtum wurde jedoch im Hellenismus aufgegeben. In einer Zisterne wurden Teile eines spätarchaisch-frühklassischen Tondaches und verschiedene Weihgeschenke gefunden. Im Bereich des Theaters wurde das von Pausanias beschriebene Heiligtum der Tyche – Tycheion – lokalisiert. Weiter nördlich wurden unter der Leitung von Anton Bammer die Fundamente zweier weiterer Tempel aufgedeckt. Seit 1998 wird unterhalb der Akropolis unter der Leitung von Georg Ladstätter ein Gebäudekomplex mit Banketträumen und Badeeinrichtungen, möglicherweise ein Gästehaus, freigelegt.
Neue Forschungen in Aigeira, insbesondere im Bereich des Geländesattels südöstlich der Akropolis, beschäftigen sich mit der Periode des Übergangs von der späten Bronzezeit zur frühen Eisenzeit.